# Gauchin-Légal
Gauchin-le-Gal é uma comuna francesa na região administrativa de Altos da França, no departamento de Pas-de-Calais. Estende-se por uma área de 6,03 km². Em 2010 a comuna tinha 322 habitantes (densidade: 53,4 hab./km²).